# Quiz (miniserie televisiva)
Quiz è una miniserie televisiva britannica del 2020 diretta da Stephen Frears e scritta da James Graham. 
Composta da tre puntate, la miniserie è basata sull'omonima opera teatrale dello stesso Graham e prodotta da William Village, e sul libro Bad Show: the Quiz, the Cough, the Millionaire Major di Bob Woffiden e James Plaskett.
La miniserie racconta la storia di come Charles Ingram, un ex maggiore dell'esercito dei Royal Engineers, nel 2001 vinse inaspettatamente il jackpot di 1.000.000 di sterline al quiz show Who Wants To Be a Millionaire? (format adattato nella versione italiana con il titolo Chi vuol essere milionario?), a cui seguì un processo penale in cui lui e sua moglie furono condannati per aver barato pur di vincere. Essa inoltre ripercorre la nascita e il backstage del fortunato format ITV.
In Italia la miniserie è stata pubblicata su TIMvision dal 16 al 30 marzo 2021, ed è stata trasmessa in una serata unica su Rai 1 il 29 agosto 2022.

## Puntate
| n° | Titolo originale | Titolo italiano | Prima TV UK    | Pubblicazione Italia | Prima TV Italia |
| -- | ---------------- | --------------- | -------------- | -------------------- | --------------- |
| 1  | Episode 1        | Episodio 1      | 13 aprile 2020 | 16 marzo 2021        | 29 agosto 2022  |
| 2  | Episode 2        | Episodio 2      | 14 aprile 2020 | 23 marzo 2021        | 29 agosto 2022  |
| 3  | Episode 3        | Episodio 3      | 15 aprile 2020 | 30 marzo 2021        | 29 agosto 2022  |

## Trama

### Episodio 1
(Aforisma di Pablo Picasso, posto in apertura alla puntata)
Londra, settembre 2003. Inizia il processo penale contro il maggiore Charles Ingram e sua moglie Diana, accusati di essersi messi d'accordo con un complice, il presunto docente universitario Tecwen Whittock, per aggiudicarsi con l'inganno il milione di sterline messo in palio nel gioco a quiz della rete televisiva ITV Chi vuol essere milionario?. La storia quindi si "riavvolge" per raccontare gli eventi che hanno portato a questo processo.
Ottobre 1997. Negli uffici della ITV viene ideato il rivoluzionario format Chi vuol essere milionario?, trasmesso durante l'ambita fascia preserale. Già dalla prima puntata il programma, ricco di suspense, riscuote uno straordinario successo sia di pubblico che di critica grazie alla possibilità di vincere un milione di sterline, tanto che lo show viene acquistato dalla rete televisiva statunitense ABC.
Adrian Pollock, fratello di Diana, partecipa allo show nel dicembre del 2000 e vince 32.000 sterline, che però non bastano a coprire completamente i debiti accumulati. Tornato a casa, Adrian confessa alla sorella e al cognato Charles dei propri problemi finanziari, così Diana decide di partecipare ella stessa allo show nell'aprile 2001, ma anche lei vince solo 32.000 sterline. Come ultima risorsa, la donna manda il nome del marito, che non ama i quiz, all'azienda: Charles viene selezionato dal computer per partecipare alle qualificazioni con le domande di approssimazione, e diventa ufficialmente un concorrente del programma.
Nel frattempo, il team di produzione nota una fatto molto strano, ovvero che i concorrenti delle postazioni del mini-gioco iniziale del Dito più veloce spesso hanno caratteristiche simili, cioè bianchi, benestanti, borghesi e meridionali, e che sembrano conoscersi, fare squadra e aiutarsi, andando a rovinare «lo spirito del programma» (in effetti dietro a ciò si cela "Il Sindacato", una rete di complici e fan ossessionati, di cui anche Adrian ha approfittato). Il produttore Paul Smith giura di fermarli con ogni mezzo necessario.

### Episodio 2
9 settembre 2001. Nella puntata d'esordio, Charles si dimostra particolarmente scarso nel rispondere, usando due aiuti su tre e lasciando pochi dubbi sul fatto che il suo percorso si fermerà a breve. Tuttavia, con grande sorpresa, nella seconda puntata Charles torna con una nuova strategia che invece si dimostra vincente, le cui risposte, pur esitanti, si rivelano sempre giuste e lo conducono, tra lo sbalordimento del conduttore Chris Tarrant e del pubblico, alla vittoria del montepremi massimo di un milione di sterline.
Tuttavia, il team di produzione trova molto sospetto il suo improvviso cambio di fortuna, e inizia a esaminare un insolito schema di colpi di tosse fra il pubblico in studio, notando come, durante l'elenco delle possibili risposte, si senta sempre un colpo di tosse quando viene pronunciata quella corretta. Nel frattempo, le televisioni danno in diretta la terribile notizia dell'attentato alle Torri Gemelle, mentre Diana è impegnata col fratello nella stesura di un libro di strategie per partecipare con successo al programma.
La puntata non viene mandata in onda e il pagamento dell'assegno viene annullato. I coniugi Ingram vengono denunciati e tratti in arresto con l'accusa di essersi procurati titoli di valore fraudolentemente.

### Episodio 3
Charles e Diana vengono interrogati presso la stazione di polizia di Salisbury, dove vengono convocati anche Adrian e Tecwen Witthock, che era seduto tra i concorrenti nelle postazioni del Dito più veloce. Tornati a casa, i coniugi Ingram litigano.
Charles diventa lo zimbello della nazione, e la notizia della truffa fa presto il giro di tutto il mondo. Gli Ingram vengono fatti oggetto di sberleffo e di altri più gravi attacchi, come l'assalto della propria casa, il taglio delle gomme dell'auto e l’uccisione  della cagnolina Buffy.
Sebbene all'inizio sembri che il capo dell'accusa sia solido e la difesa debole, la giuria apprende che c'è molto di più nella storia di quanto inizialmente avessero pensato, e non vi è una chiara idea di come siano realmente andate le cose, anche se i fatti sembrerebbero pendere perlopiù verso la colpevolezza.
Il produttore Paul Smith contatta Paddy Spooner, leader de "Il Sindacato". Pur riconoscendo il fatto che quello che lui e i suoi complici fanno non è tecnicamente illegale, Smith vuole sapere fino a che punto è arrivato, scoprendo che grazie al suo metodo Spooner è riuscito a far partecipare al programma centinaia di persone, e che la percentuale dei premi in denaro "vinti" dall'organizzazione si aggira intorno al 10%. Nonostante ciò, Spooner intende lasciare l'organizzazione perché il ritorno economico c'è solo se ci sono i clienti, i quali sono sempre meno. Inoltre, Smith scopre che i coniugi Ingram non sono mai stati loro clienti; al di là di questo, dentro di sé sa che comunque sono colpevoli.
Il processo infatti si conclude con la dichiarazione di colpevolezza di tutti e tre gli imputati. Il giudice afferma che sebbene un reato di questa natura comporti normalmente una condanna a un numero significativo di anni di carcere, ha deciso di comminare ai tre una condanna a 18 mesi di prigione, sospesa per due anni: quindi, nella pratica, sono liberi. Charles comunque sa che dovrà lasciare l'esercito.
Un giornale offre ai coniugi Ingram ben 675.000 sterline per una confessione rilasciata in esclusiva, ma Charles preferisce limitarsi a concedere una foto di famiglia. Il giornalista Martin Bashir realizza per la ITV un documentario sulla vicenda, che ottiene l'indice di ascolto più alto dopo il funerale della principessa Diana. Nonostante non debbano tecnicamente preoccuparsi più, Charles è ancora turbato e forse pentito di quello che hanno fatto.
(Appunto al termine della puntata)

## Accoglienza
Quiz detiene sull'aggregatore Rotten Tomatoes un punteggio di approvazione del 95% basato su 37 recensioni, con una valutazione media di 7,57 su 10. Il consenso generale afferma che «Con una scrittura intelligente, una produzione brillante e un perfetto Michael Sheen, Quiz crea un'istantanea accattivante di uno scandalo selvaggio che terrà gli spettatori in punta di piedi».
Su Metacritic ha una valutazione di 75 su 100, basata su 17 recensioni, corrispondente a «recensioni generalmente favorevoli».
Gerry Scotti, conduttore della versione italiana Chi vuol essere milionario?, commentando la miniserie e l'evento realmente accaduto, ha affermato che alla nascita dell'edizione italiana (avvenuta nel 2000) si era creato un seguito molto simile a quello della versione originale inglese. Tuttavia, nonostante i sospetti in alcune occasioni, nessun concorrente italiano è mai stato sorpreso a barare.

## Riconoscimenti
- 2021 – Broadcasting Press Guild[8][9]
  - Miglior miniserie drammatica
  - Candidatura per il miglior attore protagonista a Matthew Macfadyen
  - Candidatura per la miglior sceneggiatura a James Graham